# Municipio de Le Roy (Míchigan)
El municipio de Le Roy (en inglés: Le Roy Township) es un municipio ubicado en el condado de Osceola en el estado estadounidense de Míchigan. En el año 2010 tenía una población de 1212 habitantes y una densidad poblacional de 13,33 personas por km².

## Geografía
El municipio de Le Roy se encuentra ubicado en las coordenadas 44°1′49″N 85°30′1″O / 44.03028, -85.50028. Según la Oficina del Censo de los Estados Unidos, el municipio tiene una superficie total de 90.94 km², de la cual 90.65 km² corresponden a tierra firme y (0.31%) 0.28 km² es agua.

## Demografía
Según el censo de 2010, había 1212 personas residiendo en el municipio de Le Roy. La densidad de población era de 13,33 hab./km². De los 1212 habitantes, el municipio de Le Roy estaba compuesto por el 95.96% blancos, el 0.33% eran afroamericanos, el 0.5% eran amerindios, el 0.33% eran asiáticos, el 0.08% eran isleños del Pacífico, el 0.17% eran de otras razas y el 2.64% pertenecían a dos o más razas. Del total de la población el 0.99% eran hispanos o latinos de cualquier raza.